# Paweł Sajdek
Paweł Zbigniew Sajdek (ur. 29 czerwca 1956 w Stalowej Woli, zm. 22 listopada 2021 w Krakowie) – polski orientalista, indolog, sanskrytolog, tłumacz, poliglota. Doktor nauk humanistycznych w zakresie literaturoznawstwa indyjskiego, doktor habilitowany nauk humanistycznych w zakresie filozofii, profesor nadzwyczajny Uniwersytetu Pedagogicznego im. Komisji Edukacji Narodowej w Krakowie. Wieloletni wykładowca Wydziału Filozofii Katolickiego Uniwersytetu Lubelskiego Jana Pawła II.

## Życiorys
W latach 1975–1978 studiował filologię angielską na Uniwersytecie Jagiellońskim. W 1978 rozpoczął studia indologiczne w Instytucie Filologii Orientalnej na tej samej uczelni, które zakończył w 1988 roku obroną pracy magisterskiej pt. Kenopaniṣad na tle innych Upaniszad klasycznych. W latach 1981–1982 był stypendystą rządu Indii w Nowym Delhi. 
W 1989 roku rozpoczął pracę jako asystent na Wydziale Filozofii Katolickiego Uniwersytetu Lubelskiego, gdzie wykładał sanskryt. W ciągu całej swojej pracy w Katedrze Historii Filozofii Starożytnej i Średniowiecznej KUL prowadził głównie zajęcia z szeroko rozumianej historii filozofii orientalnej: indyjskiej, chińskiej, żydowskiej i arabskiej. Wykładał także historię filozofii starożytnej i średniowiecznej, prowadził zajęcia z tłumaczenia tekstów łacińskich, a także ponadprogramowe zajęcia z sanskrytu i języka hindi. Podczas asystentury wyjeżdżał wielokrotnie na seminarium prowadzone przez prof. dr hab. Gerharda Oberhammera w Instytucie Indologii Uniwersytetu Wiedeńskiego. 
W 1999 roku obronił doktorat pt. O sposobach bytowania w Brahmasiddhi Maṇḍanamiśry w Instytucie Filologii Orientalnej UJ. Od 2001 roku należy do Towarzystwa Naukowego KUL i w tym samym roku awansował na stanowisko adiunkta. 
W 2012 roku uzyskał na KUL habilitację z filozofii na podstawie rozprawy zatytułowanej Spór o słowo. Obrona Mandany Miśry teorii sphoty. Po ćwierć wieku od zatrudnienia zakończył pracę na Wydziale Filozofii KUL i w 2014 roku rozpoczął pracę jako profesor nadzwyczajny w Katedrze Historii Filozofii Starożytnej i Średniowiecznej Uniwersytetu Pedagogicznego im. Komisji Edukacji Narodowej w Krakowie. 
Wraz z dr. Maciejem St. Ziębą należał do ostatnich pracowników Wydziału Filozofii KUL, którzy zajmowali się tematyką orientalną. Badania te zostały zapoczątkowane na KUL przez ks. prof. Franciszka Tokarza.

## Wybrane publikacje
Książki autorskie:
- Spór o Słowo – obrona Maṇḍany Miśry teorii sphoṭy, Wydawnictwo KUL, Lublin 2011.

Przekłady z sanskrytu:
- Poznanie zaprzeczające, Śankara Brahmasutrabhasya 2.2.29, tłum. P. Sajdek [w:] M. Kudelska (red.), Filozofia Wschodu – teksty, Wydawnictwo Uniwersytetu Jagiellońskiego, Kraków 2002, s. 161-162.
- Tysiąc pouczeń, Śankara Upadeśasahasri, Gadyabandha 2, tłum. P. Sajdek [w:] M. Kudelska (red.), Filozofia Wschodu – teksty, Wydawnictwo Uniwersytetu Jagiellońskiego, Kraków 2002, s. 163-177.
- Jedność nie jest przenośnią, Mandana Miśra Brahmasiddhi, Brahmakanda 6-8, tłum. P. Sajdek [w:] M. Kudelska (red.), Filozofia Wschodu – teksty, Wydawnictwo Uniwersytetu Jagiellońskiego, Kraków 2002, s. 185-189.
- Nieorzekalność bytu świata i umiejscowienie niewiedzy, Mandana Miśra Brahmasiddhi, Brahmakanda 8-10, tłum. P. Sajdek [w:] M. Kudelska (red.), Filozofia Wschodu – teksty, Wydawnictwo Uniwersytetu Jagiellońskiego, Kraków 2002, s. 190-192.

Przekłady z języka angielskiego:
- Henry Chadwick, Historia rozłamu Kościoła Wschodniego i Zachodniego. Od czasów apostolskich do Soboru florenckiego, tłum. P. Sajdek, Kraków 2009
- Daniel H. Frank, Oliver Leaman, Historia filozofii żydowskiej, tłum. P. Sajdek, Kraków 2009.
- Philip S. Johnston, Cienie Szeolu – Śmierć i zaświaty w biblijnej tradycji żydowskiej, tłum. P. Sajdek, Kraków 2010.
- Maureen Bloom, Żydowski mistycyzm a magia, tłum. P. Sajdek, Kraków 2011[3].